# کارولاین (ویسکانسین)
کارولاین (به انگلیسی: Caroline) یک منطقهٔ مسکونی در ایالات متحده آمریکا است که در Grant واقع شده‌است. کارولاین ۲۷۰ نفر جمعیت دارد.